# Prêmios recebidos pela Unidos da Tijuca
A lista de prêmios recebidos pela Unidos da Tijuca reúne as premiações extraoficiais e as condecorações recebidas pelo Grêmio Recreativo Escola de Samba Unidos da Tijuca. A escola foi fundada em 31 de dezembro de 1931, sendo a quinta escola de samba a ser fundada (depois de Deixa Falar, Portela, Mangueira e União de Vaz Lobo). A agremiação foi criada a partir da fusão de quatro blocos existentes nos morros da Casa Branca, Formiga, Borel e Ilha dos Velhacos: o Bloco do Velho Ismael Francisco e Dona Blandira (da família Moraes); o Bloco do Velho Pacífico (da família Vasconcelos); o Bloco do Caroço (da Ilha dos Velhacos) e o Bloco de Dona Amélia (do Morro da Formiga). Apesar de abrigar terreiros de samba e blocos carnavalescos, a Tijuca não possuía uma escola de samba. Com isso, sambistas e foliões da região se reuniram no terreiro da Família Vasconcelos, na subida da Rua São Miguel, número 130, casa 20, e decidiram criar a primeira escola de samba da localidade.
A escola foi fundada por Bento Vasconcelos, Leandro Chagas, Alcides de Moraes (Tatão), Jorge Vasconcelos, Pacífico Vasconcelos, João de Almeida, Ismael de Moraes, Alfredo Gomes, Tertuliano Chagas, Armando dos Santos, Turíbio dos Santos, Jacinto Ribeiro, Tarquínio Ramos, Orlando Godinho, Waldemar Gargalhada, João Cascorão, José Mamede D´Ávila, Álvaro, Dedé, Regina Vasconcelos, Marina Silva, Zeneide Oliveira, Margarida Santos, Hilda Chagas, Ely Chagas, Elza Gomes, Doralice Caldeira, Hermínia Vasconcelos, Dora de Almeida e Helena de Souza.
A Unidos da Tijuca é vencedora de diversas premiações, como Estandarte de Ouro (O Globo), considerado o "óscar do carnaval carioca"; Tamborim de Ouro (O Dia); Troféu Tupi (Super Rádio Tupi); S@mba-Net; Estrela do Carnaval; Prêmio SRzd; Troféu Sambario; entre outras. Possui quatro títulos na elite do carnaval, conquistados nos anos de 1936, 2010, 2012 e 2014. Ocupa a posição de sexta maior vencedora no ranking de campeãs do carnaval carioca. 

## Estandarte de Ouro
O Estandarte de Ouro é o mais antigo e importante prêmio extraoficial do carnaval do Rio de Janeiro, sendo conhecido como "Óscar do samba" ou "Óscar do carnaval", numa referência ao Óscar. Sua primeira edição foi realizada em 1972. É organizado e oferecido pelos jornais O Globo e Extra. Contempla a primeira e a segunda divisão do carnaval. Os vencedores são escolhidos por um júri formado por jornalistas, repórteres e colunistas do Jornal O Globo, da Rede Globo e da Rádio Globo; além de artistas ligados à música e às artes.

### Prêmios por categoria
| Categoria                                      | Total | Ano                                |
| ---------------------------------------------- | ----- | ---------------------------------- |
| Melhor Escola (Especial)                       | 4     | 2005, 2006, 2008, 2010             |
| Melhor Escola (Acesso)                         | 1     | 1987                               |
| Samba-enredo (Especial)                        | 1     | 2003                               |
| Samba-enredo (Acesso)                          | 2     | 1975, 1999                         |
| Enredo                                         | 6     | 1981, 2002, 2003, 2004, 2005, 2007 |
| Bateria                                        | 2     | 2006, 2015                         |
| Intérprete                                     | 5     | 1991, 2005, 2007, 2018, 2025       |
| Mestre-sala                                    | 1     | 2000                               |
| Porta-bandeira                                 | 4     | 2003, 2006, 2007, 2011             |
| Comissão de Frente                             | 2     | 2002, 2010                         |
| Melhor Ala                                     | 1     | 2012                               |
| Ala de Baianas                                 | 2     | 2002, 2025                         |
| Ala de Passistas                               | 1     | 2020                               |
| Personalidade                                  | 3     | 1981 (2), 1991                     |
| Revelação                                      | 3     | 1990, 2004, 2022                   |
| Passista Feminino (Categoria extinta em 2019)  | 1     | 1996                               |
| Passista Masculino (Categoria extinta em 2019) | 1     | 2009                               |
| Ala de Crianças (Categoria extinta em 1994)    | 1     | 1989                               |
| Total até 2025: 41 prêmios                     |       |                                    |

### Relação completa
| Ano  | Categoria premiada                                                                                          | C  | Referência    |
| ---- | --- | -- | ------------- |
| 1975 | Samba-enredo ("A Magia Africana no Brasil e Seus Mistérios")                                                | 1  | [ 11 ] [ 12 ] |
| 1981 | Enredo ("Macobeba - O Que Dá pra Rir Dá pra Chorar")                                                        | 2  | [ 11 ] [ 13 ] |
| 1981 | Personalidade Feminina (Dona Regina - Uma das fundadoras da escola)                                         | 3  | [ 11 ] [ 13 ] |
| 1981 | Personalidade Masculina (Laíla - Diretor de Carnaval e Harmonia da escola)                                  | 4  | [ 11 ] [ 13 ] |
| 1987 | Melhor Escola do Grupo 2                                                                                    | 5  | [ 11 ] [ 14 ] |
| 1989 | Ala de Crianças                                                                                             | 6  | [ 11 ] [ 15 ] |
| 1990 | Revelação (Flávio Miranda - Passista mirim)                                                                 | 7  | [ 11 ] [ 16 ] |
| 1991 | Intérprete (Nêgo)                                                                                           | 8  | [ 11 ] [ 17 ] |
| 1991 | Personalidade (Waldir 59 - Diretor de harmonia da escola)                                                   | 9  | [ 11 ] [ 18 ] |
| 1996 | Passista Feminino (Claudia Tereza)                                                                          | 10 | [ 11 ] [ 19 ] |
| 1999 | Samba-enredo ("O Dono da Terra")                                                                            | 11 | [ 11 ] [ 20 ] |
| 2000 | Mestre-sala (Paulo Roberto)                                                                                 | 12 | [ 11 ] [ 21 ] |
| 2002 | Enredo ("O Sol Brilha Eternamente Sobre o Mundo da Língua Portuguesa")                                      | 13 | [ 11 ] [ 22 ] |
| 2002 | Comissão de Frente                                                                                          | 14 | [ 11 ] [ 22 ] |
| 2002 | Ala de Baianas                                                                                              | 15 | [ 11 ] [ 22 ] |
| 2003 | Samba-enredo ("Agudás: Os que Levaram a África no Coração e Trouxeram para o Coração da África, o Brasil!") | 16 | [ 11 ] [ 23 ] |
| 2003 | Enredo ("Agudás: Os que Levaram a África no Coração e Trouxeram para o Coração da África, o Brasil!")       | 17 | [ 11 ] [ 23 ] |
| 2003 | Porta-bandeira (Lucinha Nobre)                                                                              | 18 | [ 11 ] [ 23 ] |
| 2004 | Enredo ("O Sonho da Criação, a Criação do Sonho. A Arte da Ciência no Tempo do Impossível")                 | 19 | [ 11 ] [ 24 ] |
| 2004 | Revelação (Paulo Barros - Carnavalesco)                                                                     | 20 | [ 11 ] [ 24 ] |
| 2005 | Melhor Escola                                                                                               | 21 | [ 11 ] [ 25 ] |
| 2005 | Enredo ("Entrou por Um Lado, Saiu pelo Outro... Quem Quiser que Invente Outro!")                            | 22 | [ 11 ] [ 25 ] |
| 2005 | Intérprete (Wantuir)                                                                                        | 23 | [ 11 ] [ 25 ] |
| 2006 | Melhor Escola                                                                                               | 24 | [ 11 ] [ 26 ] |
| 2006 | Bateria | 25 | [ 11 ] [ 26 ] |
| 2006 | Porta-bandeira (Lucinha Nobre)                                                                              | 26 | [ 11 ] [ 26 ] |
| 2007 | Enredo ("De Lambida em Lambida, a Tijuca Dá Um Click na Avenida")                                           | 27 | [ 11 ] [ 27 ] |
| 2007 | Intérprete (Wantuir)                                                                                        | 28 | [ 11 ] [ 27 ] |
| 2007 | Porta-bandeira (Lucinha Nobre)                                                                              | 29 | [ 11 ] [ 27 ] |
| 2008 | Melhor Escola                                                                                               | 30 | [ 11 ] [ 28 ] |
| 2009 | Passista Masculino (Pelezinho)                                                                              | 31 | [ 11 ] [ 29 ] |
| 2010 | Melhor Escola                                                                                               | 32 | [ 11 ] [ 30 ] |
| 2010 | Comissão de Frente                                                                                          | 33 | [ 11 ] [ 30 ] |
| 2011 | Porta-bandeira (Giovanna Justo)                                                                             | 34 | [ 11 ] [ 31 ] |
| 2012 | Melhor Ala ("Bonecos de Barro")                                                                             | 35 | [ 11 ] [ 32 ] |
| 2015 | Bateria | 36 | [ 33 ] [ 34 ] |
| 2018 | Intérprete (Tinga)                                                                                          | 37 | [ 35 ] [ 36 ] |
| 2020 | Ala de Passistas                                                                                            | 38 | [ 37 ]        |
| 2022 | Revelação (Wic Tavares - Intérprete)                                                                        | 39 | [ 38 ]        |
| 2025 | Intérprete (Ito Melodia)                                                                                    | 40 | [ 39 ]        |
| 2025 | Ala de Baianas                                                                                              | 41 | [ 39 ]        |

## Estrela do Carnaval
Estrela do Carnaval é uma premiação organizada e concedida pelo site Carnavalesco à primeira e segunda divisões do carnaval carioca. Sua primeira edição foi realizada em 2008. Até 2011 foi realizada em parceria com o site SRZD. Os premiados são escolhidos por jornalistas, comentaristas, radialistas e fotógrafos que fazem a cobertura dos desfiles das escolas de samba.
| Ano  | Categoria premiada                                                                          | C  | Referência    |
| ---- | ------------------------------------------------------------------------------------------- | -- | ------------- |
| 2008 | Ala de Baianas                                                                              | 1  | [ 41 ] [ 42 ] |
| 2010 | Melhor Desfile                                                                              | 2  | [ 43 ] [ 44 ] |
| 2010 | Carnavalesco (Paulo Barros)                                                                 | 3  | [ 43 ] [ 44 ] |
| 2010 | Intérprete (Bruno Ribas)                                                                    | 4  | [ 43 ] [ 44 ] |
| 2010 | Ala de Baianas                                                                              | 5  | [ 43 ] [ 44 ] |
| 2010 | Comissão de Frente                                                                          | 6  | [ 43 ] [ 44 ] |
| 2011 | Melhor Desfile                                                                              | 7  | [ 45 ] [ 46 ] |
| 2011 | Comissão de Frente                                                                          | 8  | [ 45 ] [ 46 ] |
| 2011 | Mestre-sala e Porta-bandeira (Marquinhos e Giovanna Justo)                                  | 9  | [ 45 ] [ 46 ] |
| 2012 | Conjunto de Fantasias                                                                       | 10 | [ 47 ] [ 48 ] |
| 2012 | Passista Masculino (Ângelo Campos)                                                          | 11 | [ 47 ] [ 48 ] |
| 2014 | Bateria                                                                                     | 12 | [ 49 ]        |
| 2017 | Intérprete (Tinga)                                                                          | 13 | [ 50 ]        |
| 2019 | Samba-Enredo ("Cada Macaco no Seu Galho. Ó, Meu Pai, Me Dê o Pão Que Eu Não Morro de Fome") | 14 | [ 51 ]        |
| 2019 | Bateria                                                                                     | 15 | [ 51 ]        |
| 2022 | Harmonia                                                                                    | 16 | [ 52 ]        |
| 2022 | Revelação (Wic Tavares - Intérprete)                                                        | 17 | [ 52 ]        |
| 2023 | Comissão de Frente                                                                          | 18 | [ 53 ]        |
| 2025 | Ala de Baianas                                                                              | 19 | [ 54 ]        |

## Fala Galera Carna Insta
Fala Galera Carna Insta é um prêmio concedido desde 2022 pelo site carnainsta junto com o canal Fala Galera às escolas de samba da primeira e da segunda divisão do carnaval carioca.
| Ano  | Categoria premiada                   | C | Referência |
| ---- | ------------------------------------ | - | ---------- |
| 2022 | Revelação (Wic Tavares - Intérprete) | 1 | [ 55 ]     |

## Feras da Sapucaí
Feras da Sapucaí é um prêmio concedido desde 2022 pela revista Feras do Carnaval às escolas de samba da primeira e da segunda divisão do carnaval carioca.
| Ano  | Categoria premiada                       | C | Referência |
| ---- | ---------------------------------------- | - | ---------- |
| 2022 | Destaque (Alex Araújo)                   | 1 | [ 56 ]     |
| 2022 | Harmonia                                 | 2 | [ 56 ]     |
| 2022 | Quesito Ousadia (Jack Vasconcelos)       | 3 | [ 56 ]     |
| 2023 | Passista (Nikolly Ribeiro)               | 4 | [ 57 ]     |
| 2023 | Assessoria de Imprensa (Geissa Evaristo) | 5 | [ 57 ]     |

## Gato de Prata
Troféu Gato de Prata é um prêmio idealizado e concedido pelo cantor, compositor e jornalista Tico do Gato à primeira e segunda divisões do carnaval carioca. Sua primeira edição foi realizada em 2010. A escolha dos contemplados é feita por jornalistas, comentaristas, radialistas e fotógrafos que fazem a cobertura dos desfiles das escolas de samba.
| Ano  | Categoria premiada                            | C  | Referência    |
| ---- | --------------------------------------------- | -- | ------------- |
| 2011 | Intérprete (Bruno Ribas)                      | 1  | [ 59 ]        |
| 2011 | Comissão de Frente                            | 2  | [ 59 ]        |
| 2012 | Comissão de Frente                            | 3  | [ 60 ]        |
| 2012 | Originalidade ("Bonecos de Barro")            | 4  | [ 60 ]        |
| 2013 | Revelação (Juliana Alves - Rainha de Bateria) | 5  | [ 61 ] [ 62 ] |
| 2013 | Torcida Organizada Família Tijucana           | 6  | [ 61 ] [ 62 ] |
| 2014 | Comissão de Frente                            | 7  | [ 63 ]        |
| 2015 | Bateria                                       | 8  | [ 64 ]        |
| 2016 | Rainha de Bateria (Juliana Alves)             | 9  | [ 65 ]        |
| 2017 | Intérprete (Tinga)                            | 10 | [ 58 ]        |
| 2019 | Harmonia                                      | 11 | [ 66 ]        |
| 2022 | Revelação (Wic Tavares - Intérprete)          | 12 | [ 67 ]        |
| 2022 | Harmonia                                      | 13 | [ 67 ]        |
| 2023 | Comissão de Frente                            | 14 | [ 68 ]        |
| 2025 | Intérprete (Ito Melodia)                      | 15 | [ 69 ]        |
| 2025 | Harmonia                                      | 16 | [ 69 ]        |

## Machine - Bastidores do Carnaval Carioca
O Prêmio Machine - Bastidores do Carnaval Carioca é uma premiação idealizada por Cátia Calixto, com coordenação de Denise Pinto Pereira e Elizabeth Rodrigues, concedida aos profissionais técnicos que atuam no Sambódromo da Marquês de Sapucaí. O prêmio foi criado em homenagem à José Carlos Farias Caetano ("Machine"), conhecido como Síndico da Passarela. Sua primeira edição foi realizada em 2016. A escolha dos contemplados é feita pelos coordenadores do prêmio e pelo júri técnico formado por personalidades ligadas ao samba e ao carnaval.
| Ano  | Categoria premiada                  | Referência |
| ---- | ----------------------------------- | ---------- |
| 2016 | Torcida Organizada Família Tijucana | [ 71 ]     |
| 2017 | Coreógrafo de Ala (Fábio Costa)     | [ 72 ]     |

## Passista Samba no Pé
O Prêmio Passista Samba no Pé é destinado exclusivamente ao segmento de passistas do carnaval do Rio de Janeiro, sendo oferecido pelo portal Passista Samba no Pé. Contempla a primeira e segunda divisão do carnaval. Sua primeira edição foi realizada em 2016. A escolha dos contemplados é realizada pelos coordenadores do prêmio.
| Ano  | Categoria premiada                             | Referência |
| ---- | ---------------------------------------------- | ---------- |
| 2019 | Passista Revelação Feminino (Ana Filipa Alves) | [ 73 ]     |
| 2020 | Profissional do Ano (Cristiano Amorim)         | [ 74 ]     |

## Plumas & Paetês Cultural
O Prêmio Plumas & Paetês Cultural é uma premiação concedida desde 2005 à técnicos e profissionais que trabalham nos bastidores do carnaval carioca.
| Ano  | Categoria                         | Premiado(a)                    | C  | Referência |
| ---- | --------------------------------- | ------------------------------ | -- | ---------- |
| 2005 | Carnavalesco                      | Paulo Barros                   | 1  | [ 76 ]     |
| 2007 | Costureira                        | Jussara                        | 2  | [ 77 ]     |
| 2008 | Pintora                           | Paula Carriconde               | 3  | [ 78 ]     |
| 2010 | Carnavalesco                      | Paulo Barros                   | 4  | [ 79 ]     |
| 2010 | Intérprete                        | Bruno Ribas                    | 5  | [ 79 ]     |
| 2010 | Coreógrafos de Comissão de Frente | Priscilla Mota e Rodrigo Negri | 6  | [ 79 ]     |
| 2010 | Diretor de Carnaval               | Ricardo Fernandes              | 7  | [ 79 ]     |
| 2010 | Maquiador Artístico               | Ulysses Rabelo                 | 8  | [ 79 ]     |
| 2010 | Destaque Performático             | Joubert Moreno                 | 9  | [ 79 ]     |
| 2011 | Coreógrafos de Comissão de Frente | Priscilla Mota e Rodrigo Negri | 10 | [ 80 ]     |
| 2011 | Carpinteiro                       | Edson de Lima                  | 11 | [ 80 ]     |
| 2011 | Maquiador Artístico               | Marsil                         | 12 | [ 80 ]     |
| 2011 | Destaque Performático             | João Helder                    | 13 | [ 80 ]     |
| 2012 | Coreógrafos de Comissão de Frente | Priscilla Mota e Rodrigo Negri | 14 | [ 81 ]     |
| 2012 | Diretor de Carnaval               | Ricardo Fernandes              | 15 | [ 81 ]     |
| 2012 | Diretor de Harmonia               | Fernando Costa                 | 16 | [ 81 ]     |
| 2012 | Carpinteiro                       | Futica                         | 17 | [ 81 ]     |
| 2013 | Gestor de Ateliê                  | Edmilson Lima                  | 18 | [ 82 ]     |
| 2014 | Coreógrafos de Comissão de Frente | Priscilla Mota e Rodrigo Negri | 19 | [ 83 ]     |
| 2014 | Maquiador Artístico               | Jorge Abreu                    | 20 | [ 83 ]     |
| 2015 | Figurinistas                      | Annik Salmon e Mauro Quintaes  | 21 | [ 84 ]     |
| 2015 | Costureira                        | Juciara Basílio da Silva       | 22 | [ 84 ]     |
| 2016 | Costureira                        | Juciara Basílio da Silva       | 23 | [ 85 ]     |
| 2016 | Pintor Artístico                  | Marcos Jean                    | 24 | [ 85 ]     |
| 2019 | Passista Masculino                | Wagner Souza                   | 25 | [ 86 ]     |
| 2020 | Passista Feminino                 | Carol Macharete                | 26 | [ 87 ]     |
| 2020 | Passista Masculino                | Cristiano Amorim               | 27 | [ 87 ]     |
| 2022 | Destaque de Luxo Masculino        | Alex Araújo                    | 28 | [ 88 ]     |
| 2025 | Estilista                         | Fernando Magalhães             | 29 | [ 89 ]     |

## Prêmio 100% Carnaval
100% Carnaval é um prêmio virtual concedido desde 2019 às escolas de samba da primeira e da segunda divisão do carnaval carioca.
| Ano  | Categoria premiada                   | C | Referência |
| ---- | ------------------------------------ | - | ---------- |
| 2019 | Intérprete (Wantuir)                 | 1 | [ 90 ]     |
| 2022 | Revelação (Wic Tavares - Intérprete) | 2 | [ 91 ]     |

## Resenha dos Sambistas
Resenha dos Sambistas é uma premiação criada em 2024, idealizada e promovida pelos diretores de carnaval Junior Escafura e Dudu Azevedo. Os premiados são indicados por diretores de carnaval e representantes dos segmentos de cada escola. Os três indicados de cada categoria recebem placas de primeiro, segundo e terceiro lugar.
| Ano  | Categorias premiadas | Outras indicações                                                           | Referência    |
| ---- | -------------------- | --------------------------------------------------------------------------- | ------------- |
| 2024 | -                    | - Comunicação e Marketing (terceiro lugar)                                  | [ 93 ] [ 94 ] |
| 2025 | -                    | - Ala de Baianas (terceiro lugar) - Assessoria de Imprensa (terceiro lugar) | [ 95 ]        |

## S@mba-Net
O Prêmio S@mba-Net é uma premiação concedida às escolas de samba da primeira, segunda e terceira divisões do carnaval do Rio de Janeiro. Foi idealizado pelo carnavalesco Luiz Fernando Reis e criado em 1999, ano de sua primeira edição. Os premiados são escolhidos por jornalistas que fazem a cobertura dos desfiles e pelos coordenadores do prêmio.
| Ano  | Categoria premiada                                                                           | C  | Referência      |
| ---- | -------------------------------------------------------------------------------------------- | -- | --------------- |
| 1999 | Melhor Desfile                                                                               | 1  | [ 99 ] [ 100 ]  |
| 1999 | Samba-enredo ("O Dono da Terra")                                                             | 2  | [ 99 ] [ 100 ]  |
| 1999 | Intérprete (David do Pandeiro)                                                               | 3  | [ 99 ] [ 100 ]  |
| 1999 | Comissão de Frente                                                                           | 4  | [ 99 ] [ 100 ]  |
| 1999 | Alegoria (Alegoria do Tatu)                                                                  | 5  | [ 99 ] [ 100 ]  |
| 1999 | Conjunto de Fantasias                                                                        | 6  | [ 99 ] [ 100 ]  |
| 1999 | Destaque de Luxo ("Borboleta Roxa")                                                          | 7  | [ 99 ] [ 100 ]  |
| 2000 | Prêmio Especial (Fernando Horta - Presidente da Tijuca, pelo apoio ao troféu S@mba-Net 2000) | 8  | [ 101 ] [ 102 ] |
| 2010 | Prêmio Especial                                                                              | 9  | [ 103 ] [ 104 ] |
| 2011 | Conjunto de Passistas                                                                        | 10 | [ 105 ] [ 106 ] |
| 2013 | Mais Elegante Galeria de Velha Guarda                                                        | 11 | [ 107 ]         |
| 2014 | Bateria                                                                                      | 12 | [ 108 ]         |
| 2015 | Bateria                                                                                      | 13 | [ 109 ]         |
| 2016 | Intérprete (Tinga)                                                                           | 14 | [ 110 ]         |
| 2017 | Intérprete (Tinga)                                                                           | 15 | [ 111 ]         |
| 2019 | Intérprete (Wantuir)                                                                         | 16 | [ 112 ]         |
| 2022 | Intérpretes (Wantuir e Wic Tavares)                                                          | 17 | [ 113 ]         |
| 2024 | Bateria                                                                                      | 18 | [ 114 ]         |
| 2025 | Ala de Baianas                                                                               | 19 | [ 115 ]         |

## SRzd Carnaval
O Prêmio SRzd Carnaval é uma premiação organizada e concedida pelo site SRzd à primeira, segunda e terceira divisões do carnaval carioca. De 2008 a 2011 foi realizado como "Estrela do Carnaval". A partir de 2012, passou a se chamar SRzd Carnaval. Os premiados são escolhidos por jornalistas que fazem a cobertura dos desfiles das escolas de samba.
| Ano  | Categoria premiada                                         | C | Referência |
| ---- | ---------------------------------------------------------- | - | ---------- |
| 2012 | Comissão de Frente                                         | 1 | [ 117 ]    |
| 2012 | Carnavalesco (Paulo Barros)                                | 2 | [ 117 ]    |
| 2013 | Mestre-sala e Porta-bandeira (Marquinhos e Giovanna Justo) | 3 | [ 118 ]    |
| 2013 | Ala do Automóvel                                           | 4 | [ 118 ]    |
| 2014 | Intérprete (Tinga)                                         | 5 | [ 119 ]    |
| 2015 | Bateria                                                    | 6 | [ 120 ]    |
| 2017 | Intérprete (Tinga)                                         | 7 | [ 121 ]    |

## Troféu Bateria
O Troféu Bateria é concedido por especialistas no assunto, desde 2016, às escolas de samba da primeira e da segunda divisão do carnaval carioca.
| Ano  | Categoria premiada         | C  | Referência |
| ---- | -------------------------- | -- | ---------- |
| 2016 | Melhor Bateria             | 1  | [ 122 ]    |
| 2016 | Ala de Marcação            | 2  | [ 122 ]    |
| 2017 | Ala de Repique             | 3  | [ 122 ]    |
| 2018 | Melhor Bateria             | 4  | [ 122 ]    |
| 2018 | Ala de Caixa               | 5  | [ 122 ]    |
| 2019 | Ala de Repique             | 6  | [ 122 ]    |
| 2019 | Ala de Caixa               | 7  | [ 122 ]    |
| 2019 | Ala de Marcação            | 8  | [ 122 ]    |
| 2019 | Melhor Mestre (Casagrande) | 9  | [ 122 ]    |
| 2020 | Melhor Bateria             | 10 | [ 122 ]    |
| 2020 | Ala de Repique             | 11 | [ 122 ]    |
| 2020 | Ala de Caixa               | 12 | [ 122 ]    |
| 2022 | Ala de Caixa               | 13 | [ 122 ]    |
| 2024 | Ala de Caixa               | 14 | [ 122 ]    |
| 2025 | Ala de Caixa               | 15 | [ 122 ]    |

## Troféu Explosão in Samba
O Troféu Explosão in Samba é concedido pela Revista Explosão in Samba desde 2017 às escolas de samba da primeira e da segunda divisão do carnaval carioca.
| Ano  | Categoria premiada                                               | C | Referência |
| ---- | ---------------------------------------------------------------- | - | ---------- |
| 2019 | Melhor Escola                                                    | 1 | [ 123 ]    |
| 2019 | Musa (Patrícia Chélida)                                          | 2 | [ 123 ]    |
| 2020 | Mestre-sala e Porta-bandeira (Alex Marcelino e Raphaela Caboclo) | 3 | [ 124 ]    |
| 2022 | Harmonia                                                         | 4 | [ 125 ]    |

## Troféu Sambario
O Troféu Sambario é um prêmio virtual concedido pelo site especializado Sambario desde 2009 às escolas de samba dos grupos Especial e de acesso. Entre 2013 e 2017, não foi realizado, retornando com a edição de 2018. Os vencedores são escolhidos através de votação interna feita entre a equipe do site Sambario, com jornalistas e integrantes de outros veículos convidados.
| Ano  | Categoria premiada                                         | C | Referência |
| ---- | ---------------------------------------------------------- | - | ---------- |
| 2010 | Melhor Escola                                              | 1 | [ 126 ]    |
| 2010 | Mestre-sala e Porta-bandeira (Marquinhos e Giovanna Justo) | 2 | [ 126 ]    |
| 2010 | Comissão de Frente                                         | 3 | [ 126 ]    |
| 2010 | Alegoria ("Jardins Suspensos da Babilônia")                | 4 | [ 126 ]    |
| 2010 | Personalidade (Paulo Barros - Carnavalesco)                | 5 | [ 126 ]    |
| 2011 | Mestre-sala e Porta-bandeira (Marquinhos e Giovanna Justo) | 6 | [ 127 ]    |
| 2011 | Comissão de Frente                                         | 7 | [ 127 ]    |
| 2012 | Melhor Ala ("Bonecos de Barro")                            | 8 | [ 128 ]    |
| 2022 | Revelação (Wic Tavares - Intérprete)                       | 9 | [ 129 ]    |

## Troféu Tupi Carnaval Total
O Troféu Tupi Carnaval Total é um prêmio concedido pela Super Rádio Tupi, desde 2010, às escolas de samba da primeira e segunda divisão do carnaval. Os premiados são escolhidos por jornalistas, comentaristas e repórteres que cobrem o carnaval pela Rádio Tupi. Entre 2016 e 2019 o prêmio não foi entregue, retornando com a edição de 2020.
| Ano  | Categoria premiada                                         | C  | Referência |
| ---- | ---------------------------------------------------------- | -- | ---------- |
| 2010 | Melhor Escola                                              | 1  | [ 130 ]    |
| 2010 | Comissão de Frente                                         | 2  | [ 130 ]    |
| 2011 | Mestre-sala e Porta-bandeira (Marquinhos e Giovanna Justo) | 3  | [ 131 ]    |
| 2012 | Melhor Escola                                              | 4  | [ 132 ]    |
| 2013 | Rainha de Bateria (Juliana Alves)                          | 5  | [ 133 ]    |
| 2014 | Bateria                                                    | 6  | [ 134 ]    |
| 2014 | Harmonia                                                   | 7  | [ 134 ]    |
| 2015 | Intérprete (Tinga)                                         | 8  | [ 135 ]    |
| 2015 | Harmonia                                                   | 9  | [ 135 ]    |
| 2022 | Harmonia                                                   | 10 | [ 136 ]    |
| 2022 | Revelação (Wic Tavares - Intérprete)                       | 11 | [ 137 ]    |
| 2023 | Comissão de Frente                                         | 12 | [ 138 ]    |

## Prêmios extintos

### Tamborim de Ouro
O Troféu Tamborim de Ouro foi um prêmio entregue entre 1998 e 2020 à primeira e segunda divisão do carnaval do Rio de Janeiro. Era organizado e oferecido pelo Jornal O Dia. Algumas categorias tinham seus vencedores escolhidos por meio de votação popular online, enquanto outras eram votadas por um júri de jornalistas e especialistas.
| Ano  | Categoria premiada                                                                             | C  | Referência      |
| ---- | ---------------------------------------------------------------------------------------------- | -- | --------------- |
| 2004 | Mestre-sala e Porta-bandeira (Rogerinho Dornelles e Lucinha Nobre)                             | 1  | [ 141 ]         |
| 2005 | Mestre-sala e Porta-bandeira (Rogerinho Dornelles e Lucinha Nobre)                             | 2  | [ 142 ]         |
| 2005 | Comissão de Frente                                                                             | 3  | [ 142 ]         |
| 2006 | Enredo ("Ouvindo Tudo o que Vejo, Vou Vendo Tudo o que Ouço")                                  | 4  | [ 143 ]         |
| 2006 | Comissão de Frente                                                                             | 5  | [ 143 ]         |
| 2007 | Mestre-sala e Porta-bandeira (Bira e Lucinha Nobre)                                            | 6  | [ 144 ]         |
| 2008 | Intérprete (Wantuir)                                                                           | 7  | [ 145 ]         |
| 2010 | Comissão de Frente                                                                             | 8  | [ 146 ]         |
| 2011 | Comissão de Frente                                                                             | 9  | [ 147 ] [ 148 ] |
| 2012 | Enredo ("O Dia em que Toda a Realeza Desembarcou na Avenida para Coroar o Rei Luiz do Sertão") | 10 | [ 149 ] [ 150 ] |
| 2015 | Bateria                                                                                        | 11 | [ 151 ]         |
| 2015 | Alegorias e Adereços                                                                           | 12 | [ 151 ]         |
| 2016 | Ala de Baianas                                                                                 | 13 | [ 152 ]         |
| 2017 | Intérprete (Tinga)                                                                             | 14 | [ 153 ]         |
| 2019 | Intérprete (Wantuir)                                                                           | 15 | [ 154 ]         |

### Troféu Apoteose
Troféu Apoteose foi um prêmio concedido pelo Programa Cidade do Samba, do radialista João Estevam, entre 2004 e 2014 à primeira, segunda e terceira divisões do carnaval do Rio de Janeiro.
| Ano  | Categoria premiada | C | Referência |
| ---- | ------------------ | - | ---------- |
| 2013 | Comissão de Frente | 1 | [ 155 ]    |
| 2013 | Conjunto Plástico  | 2 | [ 155 ]    |
| 2014 | Melhor Escola      | 3 | [ 156 ]    |
| 2014 | Harmonia           | 4 | [ 156 ]    |

### Troféu Jorge Lafond
Troféu Jorge Lafond foi um prêmio concedido entre 2004 e 2016 pela escola de samba Acadêmicos do Cubango às agremiações dos grupos de acesso. O prêmio foi criado em homenagem ao ator Jorge Lafond.
| Ano  | Categoria premiada                          | Referência |
| ---- | ------------------------------------------- | ---------- |
| 2004 | Velha Guarda                                | [ 158 ]    |
| 2010 | Personalidade (Paulo Barros - Carnavalesco) | [ 159 ]    |

### Troféu Papa-Tudo - Rede Manchete
O Troféu Papa-Tudo - Rede Manchete foi um prêmio concedido pela Rede Manchete entre os anos de 1995 e 1998 às escolas de samba da primeira e segunda divisões do carnaval carioca.
| Ano  | Categoria premiada            | Referência |
| ---- | ----------------------------- | ---------- |
| 1995 | Carnavalesco (Oswaldo Jardim) | [ 160 ]    |

### Troféu Rádio Manchete
Troféu Rádio Manchete foi um prêmio concedido pela Rádio Manchete às escolas do grupos Especial, Acesso A e B. Os vencedores eram escolhidos por comentaristas e repórteres de Carnaval da Rádio Manchete AM.
| Ano  | Categoria premiada                                                                                                  | C | Referência      |
| ---- | --- | - | --------------- |
| 2008 | Enredo ("Vou Juntando o Que Eu Quiser, Minha Mania Vale Ouro. Sou Tijuca, Trago a Arte Colecionando o Meu Tesouro") | 1 | [ 161 ] [ 162 ] |
| 2008 | Comissão de Frente                                                                                                  | 2 | [ 161 ] [ 162 ] |
| 2009 | Personalidade (Fernando Horta - Presidente da escola)                                                               | 3 | [ 163 ]         |
| 2010 | Melhor Escola | 4 | [ 164 ]         |
| 2010 | Comissão de Frente                                                                                                  | 5 | [ 164 ]         |
| 2011 | Intérprete (Bruno Ribas)                                                                                            | 6 | [ 165 ]         |
| 2011 | Comissão de Frente                                                                                                  | 7 | [ 165 ]         |

### Troféu Sambista
Troféu Sambista foi uma premiação concedida entre 2016 e 2018 pelo Jornal do Sambista às escolas de samba da primeira, segunda e terceira divisões do carnaval.
| Ano  | Categoria premiada | C | Referência |
| ---- | ------------------ | - | ---------- |
| 2016 | Intérprete (Tinga) | 1 | [ 166 ]    |
| 2016 | Ala de Baianas     | 2 | [ 166 ]    |
| 2016 | Harmonia           | 3 | [ 166 ]    |
| 2017 | Intérprete (Tinga) | 4 | [ 167 ]    |
| 2018 | Intérprete (Tinga) | 5 | [ 168 ]    |

### Troféu Vai Dar Samba
O Troféu Vai Dar Samba foi entregue em 2018, elegendo os melhores da primeira e segunda divisões do carnaval carioca. Foi oferecido pelo programa Vai Dar Samba, da Rádio 94 FM, sob responsabilidade do jornalista Miro Ribeiro.
| Ano  | Categoria premiada | Referência |
| ---- | ------------------ | ---------- |
| 2018 | Intérprete (Tinga) | [ 169 ]    |

### Veja Rio Carnaval
Veja Rio Carnaval foi um prêmio concedido pela Revista Veja Rio às escolas de samba do Grupos Especial nos carnavais de 2013 e 2014.
| Ano  | Categoria premiada                | Referência |
| ---- | --------------------------------- | ---------- |
| 2013 | Rainha de Bateria (Juliana Alves) | [ 170 ]    |

## Outros

### Cidadão Samba
Cidadão Samba foi um título concedido anualmente pela imprensa carioca a sambistas e representantes notórios das escolas de samba do Rio de Janeiro. A condecoração foi criada em 1936 pelo Jornal A Nação. Ao longo do tempo, passou por diversas fases, sendo organizado por diferentes órgãos da imprensa carioca.
| Ano  | Cidadão Samba     | Referência |
| ---- | ----------------- | ---------- |
| 1985 | Bené da Cuíca     | [ 172 ]    |
| 1986 | Bené da Cuíca     | [ 172 ]    |
| 1995 | Carlinhos Melodia | [ 172 ]    |
| 1996 | Carlinhos Melodia | [ 172 ]    |